# اندرو هاوس
اندرو هاوس، (به انگلیسی: Andrew House) (زاده ۲۳ ژانویه ۱۹۶۵) کارآفرین، بازرگان و مدیر ارشد اجرایی بریتانیایی است، که در حال حاضر به‌عنوان مدیر عامل اجرایی شرکت سرگرمی کامپیوتری سونی فعالیت می‌کرد و در۱۱ دسامبر ۲۰۱۷ رسماً از شرکت سونی خداحافظی کرد .